# 일본측백나무
일본측백나무(日本側柏-, 학명: Thuja standishii)는 겉씨식물 소나무강의 측백나무과 눈측백속의 일종이다. 교목이 되는 상록 침엽수로(그림 1), 우듬지는 십자로 마주나는(十字對生) 인편상(鱗片狀)의 잎으로 편평하게 덮여 있고, 뒷면의 기공대(氣孔帶)는 눈에 띄지 않는다. 꽃은 5월에 피며, 구과는 그 해 가을에 익는다. 목질과 과린(果鱗)은 두껍지 않으며, 와상(瓦狀)으로 포개어진 모양을 하고 있다. 일본 고유종으로, 혼슈와 시코쿠의 산지부터 아고산대(亞高山帶)에 분포한다. 목재는 건축 등에 이용되며, 기소 5목의 하나로 여겨진다.

## 명칭
일본에서는 쿠로베(クロベ)라고 부르며, 이는 한자로 흑회(黑檜) 내지는 흑부(黒部)로 표기한다. 나무 목(木)과 쥐 서(鼠)를 합자하여 만든 일본 국자 '𣜌'나 음차 표기인 구려배(久呂倍)로도 적는다. 이외에도 쿠로베와 같이 흑회(黑檜)로 적고서 쿠로비(クロビ)라 읽기도 한다. 또한 쿠로베스기(クロベスギ)라 하고 한자로는 흑회삼(黑檜杉)이나 흑부삼(黒部杉)으로 적기도 한다. 네즈코(ネズコ)라고도 부르는데, 이에 해당하는 한자 표기는 서자(鼠子)와 서자(𣜌子) 등이 있다. 이 이름을 표준명으로 할 때도 있으며, 이로 인해 눈측백속을 일본에서는 네즈코속(ネズコ属)이라고 부르기도 한다. 히바(ヒバ, 檜葉)라는 이름도 있는데, 히바는 보통 나한백(특히 황금나한백)을 가리키지만, 유사종인 편백나무나 화백나무, 일본측백나무를 가리킬 때도 있다. 고로히바(ゴロウヒバ, 五郎檜葉)나 아카히(アカヒ, 赤檜), 이누비(イヌビ)라는 이름도 있다.
영어로는 'Japanese arborvitae' 혹은 'Japanese thuja'라고 한다.

### 내용주
1. ↑  측백나무과는 보통 주목과, 금송과와 함께 측백나무목으로 분류된다.
2. ↑  소나무과(및 마황문)을 더한 광의의 소나무목(Pinales)으로 분류하는 경우도 있다.

### 참조주
1. ↑  大橋広好, 門田裕一, 邑田仁, 米倉浩司, 木原浩 (編), 편집. (2015). 〈種子植物の系統関係図と全5巻の構成〉. 《改訂新版 日本の野生植物 1》. 平凡社. 18쪽. ISBN 978-4582535310.
2. ↑  米倉浩司・邑田仁 (2013). 《維管束植物分類表》. 北隆館. 44쪽. ISBN 978-4832609754.
3. ↑  大場秀章 (2009). 《植物分類表》. アボック社. 18쪽. ISBN 978-4900358614.
4. 1 2  틀:YList
5. 1 2 3 4 5  “Thuja standishii”. 《Plants of the World Online》. Kew Botanical Garden. 2024년 1월 20일에 확인함.
6. ↑  Carter, G. & Farjon, A. (2013). “Thuja standishii”. 《The IUCN Red List of Threatened Species 2013》. IUCN. 2024년 1월 20일에 확인함.
7. ↑  大澤毅守 (1997). 〈クロベ〉. 《週刊朝日百科 植物の世界 11》. 186–189쪽. ISBN 9784023800106.
8. 1 2  《黒檜》 (일본어). 2024년 1월 21일에 확인함 – コトバンク 경유.
9. ↑  〈黒部〉. 《動植物名よみかた辞典　普及版》 (일본어). 2024년 1월 21일에 확인함 – コトバンク 경유.
10. ↑  〈𣜌〉. 《動植物名よみかた辞典　普及版》 (일본어). 2024년 1월 21일에 확인함 – コトバンク 경유.
11. ↑  〈久呂倍〉. 《動植物名よみかた辞典　普及版》 (일본어). 2024년 1월 21일에 확인함 – コトバンク 경유.
12. ↑  〈黒檜杉〉. 《動植物名よみかた辞典　普及版》 (일본어). 2024년 1월 21일에 확인함 – コトバンク 경유.
13. ↑  〈黒部杉〉. 《動植物名よみかた辞典　普及版》 (일본어). 2024년 1월 21일에 확인함 – コトバンク 경유.
14. ↑  《鼠子》 (일본어). 2024년 1월 21일에 확인함 – コトバンク 경유.
15. ↑  〈𣜌子〉. 《動植物名よみかた辞典　普及版》 (일본어). 2024년 1월 21일에 확인함 – コトバンク 경유.
16. 1 2  《檜葉》 (일본어). 2024년 1월 19일에 확인함 – コトバンク 경유.
17. ↑  〈檜翌檜〉. 《精選版 日本国語大辞典》 (일본어). 2024년 1월 19일에 확인함 – コトバンク 경유.
18. ↑  〈黒檜杉〉. 《精選版 日本国語大辞典》 (일본어). 2024년 1월 21일에 확인함 – コトバンク 경유.
19. ↑  〈赤檜〉. 《動植物名よみかた辞典　普及版》 (일본어). 2024년 1월 21일에 확인함 – コトバンク 경유.
20. 1 2  GBIF Secretariat (2022). “Thuja standishii (Gordon) Carrière”. 《GBIF Backbone Taxonomy》. 2024년 1월 20일에 확인함.

## 같이 보기
- 유사종: 편백나무, 화백나무, 나한백
- 기소 5목: 일본측백나무, 편백나무, 화백나무, 나한백, 금송
- 흑서원: 에도 시대의 무가 저택의 건물 중 하나로, 내부는 흑칠 등을 하였고 종종 일본측백나무를 부재로 썼다.